# Weatherzone
Weatherzone, connue avant le 9 août 2010 sous le nom de The Weather Company et toujours active sous ce nom, est le principal fournisseur de services météorologiques à valeur ajoutée en Australie. Les principaux secteurs d'activité sont les services aux sociétés d'énergie, de services publics et d'exploitation minière. La société fournit également des services aux ports, aux assurances et aux grandes sociétés de vente au détail. Elle se spécialise dans l'agrégation de contenu provenant d'un large éventail d'organisations privées et publiques (ex. Bureau of Meteorology, Autorité de protection de l'environnement, Organisation météorologique mondiale, Australian Broadcasting Corporation, etc.).

## Description
Weatherzone emploie une équipe de météorologues pour offrir une alternative au Bureau of Meteorology (BOM). La société fournit à des centaines d'entreprises à travers l'Australie des informations météorologiques spécialisées dont certaines des plus grandes entreprises dans les domaines de l'aviation, des mines, de l'énergie et des services publics. Weatherzone exploite également le plus grand réseau total de détection de la foudre en Australie. Elle présente également des produits pour certains grands sites internet comme Elders, un site agricole australien, News Corp Australia, l'Australian Broadcasting Corporation et des bulletins météorologiques mondiaux pour Bloomberg Television.
Weatherzone gère aussi son propre site météo et des applications pour téléphone intelligent qui combinent leur propre contenu avec les informations du BOM et celles de plusieurs fournisseurs mondiaux.

## Historique
The Weather Company a été fondée en 1998 par l'ancien météorologue du Bureau of Meteorology (BOM), Mark Hardy, fournissant des graphiques, des scripts et des briefings météorologiques pour les présentations météorologiques télévisées. En 2008, en réponse à une demande croissante de l'industrie pour des prévisions météorologiques plus précises et de mises à jour plus fréquentes, la société a développé le système de prévision Opticast qui utilise des informations de plus d'une douzaine de modèles de prévision numérique du temps, y compris des variantes modèle météorologique Weather Research and Forecasting (WRF) américain, mises à jour à chaque heure.
Le 25 juin 2008, Fairfax Media a acquis une part de 75 % dans la société, 25 % étant toujours détenue par Mark Hardy qui a conservé le poste de directeur général. Le 9 août 2010, l'organisation a changé son nom pour Weatherzone mais se négocie toujours sous le nom de The Weather Company Pty Ltd. Fairfax l'a mis das le groupe de sociétés Digital Ventures et en septembre 2013, Charles Solomon a été nommé directeur général. En 2015, Weatherzone s'est étendu à l'Afrique avec un investissement dans AfricaWeather, basé en Afrique du Sud.
Le 1er octobre 2019, la participation de 75 % de Fairfax dans Weatherzone a été acquise par la société américaine DTN pour un montant non divulgué.